# Lmg 25
Furrer M25 còn được biết đến như Fusil-mitrailleur modèle 1925, LMG-25 hay FM-25 là loại súng máy hạng nhẹ do đại tá Furrer tại xưởng công binh Thụy Sĩ thiết kế vào những năm 1920 và bắt đầu chế tạo vào những năm 1925 bởi công ty W+F. Loại súng này sử dụng loại đạn 7.5x55mm GP11 của Thụy Sĩ với hộp đạn rời 30 viên. Việc chế tạo nó đã chấm dứt từ năm 1960 khi nó bị thay thế bởi khẩu SIG SG 510.